# Lukeny Moço
Belchior TekaTeka Moço (Luanda,  18 de septiembre de 1999), conocido como Lukeny Moço, es un cantante y compositor, actor Angoleña . Es hijo del  Lázaro Moço y de Rosa Mateus Simão,su subgrupo étnico se encuentra al sur de Angola.
Su popularidad comenzó en 2018 con su canción "Deixou Dor" de su primer álbum del mismo título (2019).
Lukeny Moço es un artista de kizomba innovador, con un estilo moderno que mezcla semba con ritmos angoleños.
Lukeny, también conocido como Lurhany, ganó el disco de oro en el concurso de radio fmafro, compitiendo así con grandes nombres de la música angoleña.

## Discografía
- Sonhei com Ela ... (2017)
- Deixou Dor (2018)
- Diz se Vens (2024)

En 2019, Lukeny fue galardonado con la categoría de mejor artista en el estilo musical Kizomba, género musical angoleño, durante el evento Angola Music Awards, evento que eleva diferentes categorías, donde los mejores son reconocidos y premiados anualmente.
En 2020, la cantante celebró 10 años de su carrera, con un espectáculo al que asistieron más de diez mil personas y que sirvió para grabar el primer DVD de la cantante en vivo, en el país.
Su sencillo titulado I'm in Moda reveló la posición del cantante en la industria musical angoleña.